# Hellisey
Hellisey är en liten ö i ögruppen Västmannaöarna, som är 0,1 km².  Ön är obebodd.